# Ansgar Gabrielsen
Ansgar Gabrielsen (* 21. Mai 1955 in Mandal) ist ein norwegischer Politiker der konservativen Partei Høyre. Er war von Oktober 2001 bis Juni 2004 der Wirtschafts- und Handelsminister, danach bis Oktober 2005 der Gesundheits- und Fürsorgeminister seines Landes. Von 1993 bis 2005 war er Abgeordneter im Storting. Als Wirtschafts- und Handelsminister setzte Gabrielsen sich für die Einführung einer Frauenquote in den Vorständen von Aktiengesellschaften ein.

## Leben
Gabrielsen war zwei Jahre lang Schüler einer Handelsschule, bevor er bis 1975 ein Wirtschaftsgymnasium besuchte. Von 1975 bis 1984 arbeitete er in der Firma seines Vaters, dem Unternehmen Terje Gabrielsen. Danach war er bis 1988 beim Finanzunternehmen Storebrand im Versicherungsbereich tätig. Während dieser Zeit war Gabrielsen auch in der Lokalpolitik engagiert. So saß er von 1983 bis 1993 im Kommunalparlament der südnorwegischen Gemeinde Lindesnes. Dabei fungierte er in den Jahren von 1987 bis 1993 als Bürgermeister der Kommune. Er stand von 1989 bis 1990 zudem der Partei Høyre im damaligen Fylke Vest-Agder vor.

### 1993–2001: Stortingsabgeordneter
Gabrielsen zog bei der Parlamentswahl 1993 erstmals in das norwegische Nationalparlament Storting ein. Dort vertrat er den Wahlkreis Vest-Agder und wurde zunächst Mitglied im Sozialausschuss. Im Anschluss an die Wahl 1997 ging er in den Wirtschaftsausschuss über. In der von Herbst 1997 bis Herbst 2001 andauernden Legislaturperiode gehörte Gabrielsen zudem dem Fraktionsvorstand der Høyre-Gruppierung an. Bei der Stortingswahl 2001 zog er das letzte Mal in das Storting ein.

### 2001–2004: Wirtschaft- und Handelsminister
Am 19. Oktober 2001 wurde Gabrielsen zum Wirtschafts- und Handelsminister in der neu gebildeten Regierung Bondevik II ernannt. Als Wirtschaftsminister trat er für die Einführung einer Frauenquote von 40 Prozent in den Vorständen der allgemeinen Aktiengesellschaften (norwegisch Allmennaksjeselskap) ein. Sein Vorhaben lancierte er im Februar 2002 in der Zeitung Verdens Gang (VG). Dort kündigte er „radikale Vorschläge“ in „sehr naher Zukunft“ an und erklärte unter anderem, dass die Frauen die Ausbildung und Erfahrung, aber keine Posten erhalten hätten und sie diese nun bekommen sollten.
Das Interview und seine Pläne hatte Gabrielsen zuvor nicht mit Ministerpräsident Kjell Magne Bondevik und den anderen Regierungsmitgliedern abgesprochen. Die Regelung galt in seiner eigenen Partei als umstritten, die Høyre-Stortingsfraktion stimmte kurz darauf in einer fraktionsinternen Abstimmung einstimmig gegen eine gesetzlich vorgeschriebene Frauenquote. Auch von Wirtschaftsvertretern, unter anderem von der Arbeitgeberorganisation Næringslivets Hovedorganisasjon (NHO), wurde sein Vorhaben kritisiert. Beim Regierungspartner Kristelig Folkeparti (KrF) und bei der Oppositionspartei Arbeiderpartiet (Ap) stieß der Vorschlag hingegen auf Zuspruch.
Im Jahr 2003 legte die Regierung einen Gesetzesvorschlag für die Frauenquote vor, der schließlich vom Parlament verabschiedet wurde. Ab 2006 mussten die staatlichen Unternehmen die Frauenquote erfüllen, ab 2008 schließlich auch die privaten. Für seinen Einsatz bezüglich der Frauenquote wurde er 2008 mit dem Gleichstellungspreis YS’ likestillingspris ausgezeichnet. In der Frankfurter Allgemeinen Zeitung (FAZ) wurde er 2013 als der „Vater der Frauenquote“ bezeichnet. Gabrielsen selbst erklärte später, dass er sich nicht aus einer feministischen Position heraus für die Frauenquote eingesetzt habe, sondern um die Ressource, die Frauen darstellen, auszunutzen.

### Seit 2004: Gesundheitsminister und Rückzug aus der nationalen Politik
Seine Amtszeit als Wirtschafts- und Handelsminister dauerte bis zum 18. Juni 2004 an, als er zum neuen Gesundheit- und Fürsorgeminister ernannt wurde. Anfang Oktober 2004 wurde während seiner Amtszeit das dazugehörige Ministerium von Gesundheitsministerium (Helsedepartementet) zu Gesundheits- und Fürsorgeministerium (Helse- og omsorgsdepartementet) umbenannt. Gabrielsens Zeit als Minister endete am 17. Oktober 2005 mit dem Abtritt der Regierung Bondevik. Während seiner Zeit in der Regierung musste Gabrielsen sein Parlamentsmandat ruhen lassen und er wurde stattdessen von Peter Skovholt Gitmark vertreten.
Im Juni 2004 kündigte er an, bei der Parlamentswahl 2005 nicht mehr erneut für ein Mandat im Storting zu kandidieren. Entsprechend schied Gabrielsen im Herbst 2005 aus der nationalen Politik aus. Nach seiner Zeit in der Politik gründete er 2006 eine eigene Beratungsfirma. Im Jahr 2012 begann er für Gambit H&K als Berater zu arbeiten. Bei der Kommunalwahl 2007 war er erneut ins Kommunalparlament von Lindesnes eingezogen, obwohl er als Letzter der Parteiliste angetreten war. Da er jedoch in Oslo wohnte, durfte er das Mandat schließlich nicht übernehmen.
In Zusammenarbeit mit Tor Øystein Vaaland entstand das im Jahr 2007 veröffentlichte Buch Brev til en minister. In ihm enthalten waren Briefe, die Gabrielsen in seiner Zeit als Gesundheitsminister von Personen mit psychischen Erkrankungen und Suchtproblemen sowie von deren Angehörigen erhalten hatte.

## Auszeichnungen
- 2005: Sankt-Olav-Orden (Komtur)[15]
- 2008: YS’ likestillingspris